# Universidad de Wurzburgo
La Universidad Julius Maximilianus de Wurzburgo (abreviada Universidad de Wurzburgo o JMU), Universitas Herbipolensis en latín (también Alma Julia Maximilianea), es una de las universidades alemanas más antiguas. En 1402, el papa Bonifacio IX concedió al obispo de Wurzburgo, Johann von Egloffstein, el privilegio de fundar una universidad en Wurzburgo. La fundación de la Universidad de Würzburg fue la cuarta en la actual Alemania y es la fundación universitaria más antigua de la actual Baviera. Sin embargo, la fundación no duró mucho. Tras una larga pausa, el príncipe-obispo Julius Echter von Mespelbrunn reabrió ceremoniosamente la recién fundada universidad el 2 de enero de 1582. A él se remonta el nombre "Julius" de la Julius-Maximilians-Universität Würzburg, que existe desde 1803 y que se modificó varias veces a lo largo del siglo. La segunda parte proviene del príncipe elector bávaro y posterior rey Maximiliano I José. En 2020, se encontraba entre las 19 universidades alemanas mejor clasificadas y entre las 150 mejor clasificadas del mundo. La universidad goza de una excelente reputación, especialmente en asignaturas como psicología, biología, química, informática, medicina, farmacia y física.

## Número de estudiantes
En el semestre de invierno de 2022/2023 se matricularon 26.787 estudiantes, de los cuales 16.351 eran mujeres y 3.250 eran de primer año.

## Programas de estudio
En la universidad integral se pueden estudiar carreras como teología, derecho, filosofía y medicina. A esta gama "clásica" se han añadido muchos cursos nuevos, como Biomedicina, Materiales Funcionales, Ingeniería de los Juegos, Informática Aeroespacial, Informática y Sostenibilidad, Comunicación con los Medios, Sistemas Hombre-Ordenador, China Moderna, Museología, Tecnología de las Nanoestructuras y Educación para los Discapacitados Visuales. 
Con unos 6.424 estudiantes de magisterio (semestre de invierno 2021/22), Würzburg es la mayor sede de formación de profesores del norte de Baviera. Desde 2016, la universidad ha recibido financiación adicional del estado de Baviera a través de la creación de programas de estudio de élite centrados en la medicina, las ciencias naturales y la informática. Actualmente, la Red de Élite de Baviera financia cinco programas de estudio de élite diferentes.

## Facultades
Cuando se fundó la universidad en 1582, las facultades de Teología y Filosofía fueron las primeras en establecerse, seguidas pronto por las de Derecho y Medicina. La Facultad de Filosofía se dividió en una sección filosófico-histórica y otra científico-matemática por decreto de 29 de septiembre de 1873, pero hasta 1937 no se creó una Facultad de Ciencias Naturales independiente. Finalmente, en 1968, se añadió una Facultad de Económicas. En 1972, la Pedagogía se convirtió en la séptima facultad. Durante la reforma universitaria de 1974, la estructura cambió por completo; se crearon 13 facultades antes de que Pedagogía fuera disuelta en 1977 y asignada a otras facultades.
Para el semestre de invierno 2007/08, las facultades se reorganizaron parcialmente: La Facultad de Ciencias de la Tierra se disuelve y el Instituto de Geografía se adscribe a la nueva Facultad de Humanidades I, creada a partir de la fusión de las antiguas Facultades de Humanidades I y II. La antigua Facultad de Letras III se convirtió en la Facultad de Letras II. En 2014 pasó a llamarse Facultad de Ciencias Humanas en forma de una nueva fundación. La Facultad de Filosofía I es ahora simplemente la Facultad de Filosofía y combina las ciencias históricas, filológicas, culturales y geográficas.
Así, la universidad cuenta actualmente con diez facultades. Pueden clasificarse en Humanidades, Derecho y Economía, Ciencias de la Vida, Ciencias Naturales y Tecnología.
1. Facultad de Teología Católica
2. Facultad de Derecho (con el Instituto de Derecho Notarial de la Universidad de Würzburg)
3. Facultad de Medicina
4. Facultad de Filosofía (Ciencias Históricas, Filológicas, Culturales y Geográficas)
5. Facultad de Ciencias Humanas
6. Facultad de Biología
7. Facultad de Química y Farmacia
8. Facultad de Matemática e Informática
9. Facultad de Física y Astronomía
10. Facultad de Económicas

## Historia
Primera fundación 1402
La universidad se fundó como "Hohe Schule zu Würzburg" (Escuela Superior de Wurzburgo) por iniciativa del príncipe-obispo Johann von Egloffstein. Quiso convertir el "Gymnasium herbipolense" en una universidad con cuatro facultades y esperaba que con ello se cubriera la demanda de abogados y clérigos cualificados en su dominio, además de impulsar la economía de la ciudad atrayendo personal docente y estudiantes. Compró los edificios necesarios para la enseñanza a los miembros de su cabildo catedralicio.
El 10 de diciembre de 1402 recibió el privilegio necesario del Papa Bonifacio IX, lo que situó a Wurzburgo en el grupo de ciudades con las universidades más antiguas del mundo germano en ese momento: Praga (1348), Viena (1365), Heidelberg (1386), Colonia (1388) y Erfurt (1392). En este sentido, Würzburg es también la universidad más antigua de Baviera. Entre los profesores de la universidad estaban Winand von Steeg, Johannes Ambundi y Bartholomäus Fröwein.
Sin embargo, la enseñanza se suspendió poco después de la muerte del príncipe-obispo Egloffstein, incluso antes de 1430. La razón de la decadencia fue, sobre todo, la insuficiente financiación, ya que no era posible establecer una fundación que tuviera sus propios beneficios. El 30 de noviembre de 1413, el rector de la universidad, Johann Zantfurt, fue asesinado por su ayuda de cámara; las circunstancias nunca se aclararon. El edificio de la universidad fue comprado más tarde por Lorenz Fries. En 1427 la "Hohe Schule" aún no había sido disuelta y fue mencionada en un documento por última vez, pero ya no tenía sentido. Las consideraciones para reconstruir la universidad habían sido expresadas por primera vez por Friedrich von Wirsberg, que ocupaba el cargo de príncipe-obispo desde 1558. Sin embargo, debido a problemas con el clero y la administración, no pudo realizar sus planes al respecto.
Desde la refundación en 1582 hasta 1945
Después de que en 1551 se reanudara la enseñanza en algunas asignaturas y de que en 1567 se concedieran los primeros doctorados, el príncipe-obispo de Wurzburgo, Julius Echter von Mespelbrunn, recibió privilegios imperiales y papales para refundar la universidad en 1575 y 1576, respectivamente, en el curso de la Contrarreforma (véase también Erasmus Neustetter llamado Stürmer). Sin embargo, esta vez la financiación estaba mejor asegurada y las normas para los estudiantes también eran más estrictas. El 2 de enero de 1582, por razones de coste, inicialmente sólo se reabrieron las facultades de Teología y Filosofía, cuyos decanos también fueron nombrados inmediatamente. El nombre de la universidad fue "Universidad Julio" (Academia Iulia). El sello de la universidad no se creó hasta el año siguiente, por lo que lleva la fecha de 1583. Los estatutos de la Facultad de Medicina se promulgaron en 1587, pero el profesorado no estuvo completo hasta 1593 (sin embargo, el primer estudiante de medicina, Georg Leyerer de Ebersbrunn, ya se había matriculado el 2 de octubre de 1585).
En 1591 se completó el edificio universitario de cuatro alas encargado por Julius Echter con su iglesia adjunta (Neubaukirche), hoy llamada Universidad Vieja. Allí se alojaron teólogos, abogados y estudiosos de las humanidades. La facultad de medicina encontró su hogar en el Juliusspital. El arquitecto del edificio con la Neubaukirche integrada en un ángulo fue casi con toda seguridad Georg Robin.
Al principio, la universidad sólo estaba abierta a los estudiantes de confesión católica. Con el nuevo reglamento de estudios dictado por el príncipe-obispo Friedrich Karl von Schönborn en 1734, la universidad se abrió a los no católicos. Adam Friedrich von Seinsheim también reclutó a seguidores de la Ilustración para la Facultad de Teología a partir de 1773, año en que se disolvió el Colegio de los Jesuitas de Würzburg, y sentó las bases para la posterior reorientación de la teología (antes determinada por los jesuitas) bajo su sucesor Franz Ludwig von Erthal y los teólogos de la Ilustración que ahora trabajan cada vez más en Würzburg. Sin embargo, la institución no perdió su carácter eclesiástico católico hasta principios del siglo XIX, después de que Würzburg pasara a estar bajo el dominio bávaro.
El desarrollo más moderno de las materias médicas comenzó en el siglo XVIII con la creación de la Clínica Médica (en 1767 con el "internista" y químico Franz Heinrich Meinolf Wilhelm como primer jefe de la clínica en el Juliusspital) y la Clínica Universitaria Quirúrgica (bajo el mando de Carl Caspar von Siebold), que se estableció en 1769. En 1796, el médico y médico de la corte Anton Müller (1755-1827) comenzó a trabajar en el Juliusspital de Würzburg, donde se convirtió en el primer psiquiatra del hospital, que también publicó sobre su campo, aunque nunca estuvo afiliado a la universidad Fue Franz Heinrich Meinolf Wilhelm, que como profesor impartió por primera vez conferencias en alemán a partir de 1785, quien practicó por primera vez la química experimental en la Universidad de Würzburg.
Con Carl Joseph Ringelmann y su nombramiento como catedrático en 1807, comenzó la odontología científica en Würzburg.
Alrededor de 1800 comenzaron a formarse en Würzburg varias asociaciones de estudiantes. Véase también Lista de asociaciones estudiantiles en Würzburg.
Durante las Guerras de la Coalición, la universidad fue rebautizada varias veces: Primero como "Churfürstliche Julius-Universität" (1803), "Julius Maximilians Universität" (1803/04-1805/06), "Kurfürstliche Universität zu Würzburg" (1806-1806/07), "Großherzogliche Universität zu Würzburg" (1807-1814), "Königliche Universität zu Würzburg" (1815-1838). Esto reflejaba las diferentes afiliaciones de la universidad al Electorado de Baviera, que declinó en 1806, al Gran Ducado de Würzburg, que existió como estado de la Confederación del Rin hasta 1814, y luego al Reino de Baviera.
En 1822, la universidad recibió una Facultad de Ciencias Políticas.
Para el semestre de invierno de 1838/39, la Real Universidad de Würzburg pasó a llamarse de nuevo "Real Universidad Julio Maximiliano", y dos años más tarde "Real Universidad Bávara Julio Maximiliano". Este nombre perduró durante los siguientes casi 80 años.
A partir de 1850, la universidad creció con fuerza. Se construyeron numerosos edificios nuevos: para la medicina en las inmediaciones del Juliusspital y el Pleicherwall, para las ciencias naturales en la actual Röntgenring y en la Koellikerstraße, para la odontología en el Pleichertor (demolido en 1879) y para la clínica neurológica en el Schalksberg En la Kollegienhaus, terminada en 1853 como primer "biocentro" moderno de Alemania, se enseñaban e investigaban temas médicos básicos. El primer profesor titular de oftalmología, nombrado por el rey de Baviera, fue Robert Ritter von Welz, alumno de Albrecht von Graefe, en 1866. En 1857, el médico, que desde 1850 impartía clases de oftalmología y odontología en Würzburg, abrió una clínica oftalmológica privada en la antigua Gebärhaus, fundada en 1805 como primera clínica de maternidad de Würzburg y centro de formación de matronas y obstetras (trasladada a un nuevo edificio en la calle Klinikstraße 8 en 1857 bajo la dirección de Friedrich Wilhelm Scanzoni von Lichtenfels, a partir de 1938 la policlínica médica conectada a la Welzhaus por un pasillo en la primera planta), de Adam Elias von Siebold en la Klinikstraße 6 abierta como primera clínica oftalmológica de Würzburg (y adquirida el 4. enero de 1858), que luego se convirtió en la primera clínica oftalmológica universitaria de Würzburg gracias a una donación de la Fundación Welz para pacientes oftalmológicos pobres de acuerdo con el testamento de Welz en 1878. Robert von Welz, como ayudante del cirujano Cajetan von Textor, fue también uno de los pioneros de la anestesia con éter en el mundo de habla alemana, para la que desarrolló un inhalador y, tras los experimentos realizados por él mismo y otros en el invierno de 1846/47, escribió la primera publicación sobre anestesiología moderna en Würzburg sobre este tema en 1846.
El 20 de diciembre de 1857, la universidad fue autorizada a tener un departamento de historia con Franz Xaver Wegele como director.
En el semestre de invierno de 1876/77, el número de estudiantes de la Universidad de Würzburg superó por primera vez los 1000. En 1888, la universidad, cuya facultad de medicina fue una de las más importantes después de Viena y Praga entre 1850 y 1880, recibió su propio instituto farmacéutico.
El 28 de octubre de 1896 se inauguró un nuevo edificio principal en Sanderring con el nombre de Universidad Nueva (cuya construcción se inició en 1892); sigue siendo la sede de la administración universitaria.
El 3 de junio de 1896, Marcella O'Grady Boveri se convirtió en la primera mujer admitida como estudiante en la Facultad de Medicina de Würzburg. La primera mujer que se habilitó en la Universidad de Würzburg fue la psicóloga Maria Schorn en 1929.
En 1901 se inauguró una nueva clínica oftalmológica en la calle Röntgenring 12, con el retrato de Welz esculpido sobre su portal. La Welzhaus de la Klinikstraße 6 estaba entonces unida a la clínica ginecológica de la Klinikstraße 8, que existió allí hasta 1934, y conectada a ella por un pasillo en la primera planta, que fue destruido durante la Segunda Guerra Mundial y restaurado en 1974. La propia Welzhaus había sido reconstruida tras la destrucción del 16 de marzo de 1945 utilizando la fachada exterior en 1953/1954. Albergó el Instituto de Matemáticas hasta 1974, cuando el edificio se anexionó a la Policlínica Médica.
La concesión del Premio Nobel a cinco investigadores de Würzburg entre 1901 y 1911, cuyo nombramiento se debió principalmente al matemático Friedrich Prym (decano y rector), contribuyó a que la Facultad de Filosofía de la Universidad de Würzburg alcanzara una importancia internacional.
Tras el fin de la monarquía en Baviera como consecuencia de la Revolución de Noviembre de 1918/19, la universidad perdió también su predicado "Real de Baviera" y recibió su nombre actual: "Universidad Julio Maximiliano".
La Facultad de Medicina se separó del Juliusspital y en 1921 se trasladó al nuevo Hospital Universitario de Würzburg, en las entonces afueras de la ciudad, y recibió el nombre de "Hospital Luitpold". El 2 de noviembre de 1921 se entregó ceremoniosamente el Hospital Estatal Luitpold y, a partir de entonces, se ocuparon las distintas clínicas a lo largo de un año. En el semestre de verano, la proporción de estudiantes matriculados en Medicina era del 60%. La Universidad de Würzburg reconoció a 184 estudiantes.
La Universidad de Würzburg privó a 184 científicos de sus títulos de doctorado en los años 1933 a 1945. Los científicos de origen judío, en particular, fueron así degradados. Tras asumir estos hechos en 2010, la universidad rehabilitó a título póstumo a estas personas en un acto público a finales de mayo de 2011.
En 1934, bajo la dirección de Carl Joseph Gauss, el hospital para mujeres de la universidad, junto con el centro de enseñanza de obstetricia, se trasladó de la Welzhaus de la calle Klinikstraße al barrio de Grombühl.
En la mencionada Welzhaus, en la calle Klinikstraße 6, se creó en noviembre de 1938 el Instituto de Ciencias Hereditarias e Investigación Racial, que se inauguró en mayo de 1939.
Período de posguerra
Después de la Segunda Guerra Mundial, primero comenzó la Facultad de Teología el 1 de octubre de 1945, la Facultad de Medicina (decano: Jürg Zutt) se reabrió oficialmente con la reunión de la facultad constituyente el 11 de enero de 1947 y comenzaron de nuevo las clases en el semestre de invierno 1946/47. El 12 de marzo de 1947 tuvo lugar la ceremonia de reapertura de la universidad.
Según un informe del rector Josef Martin (filólogo), de los 150 profesores en activo antes de 1945, el gobierno militar había despedido a 123 y readmitido sólo a 27 como profesores de la universidad.
En 1955, Julius Büdel creó el Departamento de Investigación Africana a partir del antiguo Instituto de Investigación Americana del Instituto de Geografía, que tenía sus raíces en 1923. Gracias a los resultados de los viajes de investigación de Büdel y Horst Mensching, Wurzburgo se convirtió en un importante centro de investigación geográfica sobre África hasta finales de la década de 1970.
El 11 de mayo de 1965, la universidad colocó la primera piedra del terreno de 111 hectáreas en Hubland, en una colina al este de Würzburg, que había sido adquirido por el Estado Libre de Baviera a la ciudad de Würzburg para su ampliación en 1962, cuando ya había más de 6000 estudiantes matriculados en el Alma Julia. En los años siguientes se construyeron numerosos edificios nuevos,[69] entre ellos el Centro de Química (de 1965 a 1972 se construyeron los locales de Química Orgánica, Farmacia y Química de los Alimentos, Química Inorgánica y un Edificio Central), el Edificio de Filosofía, la Biblioteca Universitaria, el Biocentro (1992), instalaciones deportivas (como el nuevo polideportivo de la Mergentheimer Straße, inaugurado en 1977), Física, Matemáticas e Informática, Centro de Informática, nuevo refectorio y residencias de estudiantes. En 2011, se puso en funcionamiento en el campus de Hubland el Aula Central y el edificio de Seminarios Z6 para todas las facultades, así como un nuevo edificio de prácticas para las ciencias naturales.
A partir de la ya existente Clínica Quirúrgica dirigida por Ernst Kern, se desarrollaron nuevas materias, departamentos y clínicas alrededor de 1970: Con Hubert Frohmüller en 1970 la Clínica Universitaria Urológica, con el Profesor Asociado H. J. Viereck en 1978 el Departamento de Cirugía Torácica Especial, con el Extraordinario G. Viehweger en 1978 el Departamento de Diagnóstico Quirúrgico por Rayos X y con el Extraordinario D. Wiebecke en 1978, el Departamento de Medicina Transfusional e Inmunohematología. Además, el 16 de junio de 1969 se creó la primera cátedra de Baviera en la Facultad de Medicina. En junio de 1969 se creó la primera Cátedra de Anestesiología de Baviera, dirigida por su profesor titular Karl-Heinz Weis (* 1927), que ya había dirigido el Departamento de Anestesiología bajo la dirección de Wachsmuth, el predecesor de Kern, desde 1966, y que pronunció su conferencia inaugural en febrero, al mismo tiempo que Ernst Kern. La Cátedra original de Investigación de la Herencia y la Raza, de la que se había hecho cargo Gebsattel, pasó a llamarse Cátedra de Psicología Médica y Psicoterapia en 1965 y la ocupó Dieter Wyss en 1968. En 1979, Holger Höhn fue nombrado miembro del Instituto de Genética Humana, que había surgido de esta cátedra. En 1978, se creó el Instituto de Diagnóstico por Rayos X en la Clínica Médica y Extraordinaria H. Braun.
En 1973, más de 10.000 estudiantes se matricularon en la Universidad de Würzburg y el antiguo conservatorio se convirtió en la Musikhochschule. La biblioteca de la Universidad de Würzburg se trasladó a su nuevo edificio Am Hubland en 1981.
El 31 de enero de 1983 se produjo un atentado en la universidad con bebidas envenenadas. Las bebidas, con sulfato de talio (I), se colocaron delante de una sala de conferencias y se etiquetaron con una nota en la que se decía que eran restos de una fiesta de carnaval, que se entregarían a los estudiantes de primer año. El estudiante de medicina Robert A. murió a consecuencia de la intoxicación, otros once tuvieron que ser tratados en el hospital; el estudiante de derecho Peter S. sufrió daños permanentes. El autor no pudo ser identificado.
El 12 de abril de 2011, la universidad inauguró su nuevo Campus Norte, justo al lado del Campus Hubland: 39 hectáreas adicionales de terreno ofrecen espacio para el futuro desarrollo de la universidad. El Campus Norte solía ser una base militar estadounidense (Leighton Barracks). Tras la marcha de los estadounidenses en enero de 2009, la universidad tuvo la oportunidad de utilizar parte del antiguo cuartel para sí misma. Esta conversión de zona militar a civil, la llamada reconversión, fue muy rápida en Wurzburgo. En 2014 se inauguró la Mensateria.

## Universidad y ciudad
En la actualidad, hay unos 28.000 estudiantes matriculados en esta universidad. Además, hay más de 8.600 estudiantes en la Universidad de Ciencias Aplicadas de Würzburg-Schweinfurt, fundada el 1 de agosto de 1971 y unos 750 estudiantes en la Universidad de Música. Estadísticamente, esto significa que una de cada cuatro personas en Würzburg es estudiante al mismo tiempo.
Con un total de más de 10.000 empleados, la universidad y su hospital se encuentran entre los mayores empleadores de la región.
Debido a su crecimiento histórico, los institutos y clínicas de la Julius-Maximilians-Universität están repartidos por toda la ciudad. Las instalaciones se encuentran, entre otros, en los siguientes lugares.
- Dallenberg (Botánica con jardín botánico, Biología Farmacéutica),
- Grombühl (Medicina, Clínicas Universitarias, Centro Rudolf Virchow, Centro de Investigación de Infecciones),
- Am Hubland con el Campus Sur y el Campus Norte (en el emplazamiento del antiguo Cuartel de Leighton) (Biblioteca Universitaria, Centro de Informática, Biocentro, Estudios Alemanes, Estudios Ingleses, Estudios Románicos, Historia, Historia del Arte, Química, Farmacia, Química Alimentaria, Física, Laboratorio de Nanoestructuras, Astronomía, Geografía, Geología, Museo Mineralógico, Matemáticas, Informática, partes de Educación, Nuevo Centro Deportivo, Sala de Robótica),
- Wittelsbacherplatz (sociología, ciencias políticas, educación, educación especial),
- Nueva Universidad en Sanderring (Gestión Universitaria, Economía),
- Residenz (Filología Clásica, Egiptología, Estudios Orientales, Filosofía, Historia Antigua, Prehistoria y Arqueología Clásica),
- Domerschulstraße: Antigua Universidad (Derecho) y edificio Domerschulstraße 13 (Instituto de Investigación Musical),
- Bibrastraße 14 (Teología Católica)
- Innenstadt y Pleich (clínicas de odontología, dental, oral y maxilofacial del Hospital Universitario de Würzburg),
- Röntgenring (hasta 1909 "Pleicher Ring"; anatomía, fisiología, psicología, tecnología química de síntesis de materiales),
- Versbacher Straße (farmacología, toxicología, virología, inmunobiología, radiología médica).
- Judenbühlweg (centro deportivo)

## Instalaciones científicas
- Centro Alemán de Insuficiencia Cardíaca (DZHI)
- Instituto de Estudios Universitarios (IfH)
- Centro Adolf Würth de Historia de la Psicología (AWZ)
- Museo Mineralógico de Würzburg
- Instituto de Biología Molecular de la Infección (IMIB)
- Museo Martin von Wagner
- Centro Rudolf Virchow (RVZ)
- Instituto de Biociencias Theodor Boveri
- Centro de Medicina Molecular Experimental (ZEMM)
- Centro de Investigación de Infecciones (ZINF)
- Instituto Helmholtz para la investigación de infecciones basadas en el ARN (HIRI)
- Grupo de Investigación Max Planck de Inmunología de Sistemas
- Centro Bávaro de Investigación Energética Aplicada (ZAE)
- Base de datos y biomateriales interdisciplinarios de Würzburg (ibdw)

## Críticas
La administración de la universidad se dedica al patrocinio de nombres para sus aulas; hay un "Aula de las Cajas de Ahorros", un "Aula de Brose" y un Aula de la AOK. En este contexto, la representación estudiantil criticó que la universidad se viera amenazada por la dependencia de sus patrocinadores porque el Estado frenaba la renovación de las aulas La biblioteca de la universidad y el centro de medicina quirúrgica son los principales focos de crítica.

## Personas
Un total de 14 premios Nobel han investigado y enseñado en la Universidad de Würzburg, al menos durante un tiempo. Además, la JMU ha producido 11 premios Leibniz. El Consejo Europeo de Investigación ERC ha concedido 38 de sus prestigiosas ERC Grants a investigadores de la JMU.

## Premios Nobel
- 1901 Wilhelm Conrad Röntgen (Física)
- 1902 Emil Fischer (Química)
- 1903 Svante Arrhenius (Química)
- 1907 Eduard Buchner (Química)
- 1909 Ferdinand Braun (Física)
- 1911 Wilhelm Wien (Física)
- 1914 Max von Laue (Física)
- 1919 Johannes Stark (Física)
- 1920 Walther Hermann Nernst (Química)
- 1930 Karl Landsteiner (Medicina)
- 1935 Hans Spemann (Biología)
- 1985 Klaus von Klitzing (Física)
- 1988 Hartmut Michel (Química)
- 2008 Harald zur Hausen (Medicina)

## Profesores destacados
- Franz Brentano, filósofo
- Oswald Külpe, psicólogo
- Wilhelm Conrad Röntgen, físico
- Friedrich Schelling, filósofo
- Johannes Beringer, médico
- Nikolaus Friedreich, médico

## Varios
En la torre de la Neubaukirche (Aula de la Universidad), que con 91 metros es la torre de iglesia más alta de la ciudad, se encuentra uno de los cuatro carillones de Baviera. Todos los miércoles entre Semana Santa y Navidad, a las 17:30 horas, se celebran conciertos públicos (de unos 30 minutos de duración).
En marzo de 2016, la JMU fue la primera universidad de Baviera en recibir el sello "Bavaria libre de barreras". El premio se concedió por la eliminación de barreras estructurales, especialmente en los edificios nuevos, y por la creación del Centro de Información para Personas con Discapacidad y Enfermedades Crónicas (KIS), que tuvo lugar en 2008.
El 7 de enero de 2019, el portal online de la Universidad de Würzburg, WueStudy, se puso en marcha tras varios intentos fallidos. Sustituye al anterior portal sb@home y funciona con el software HISinOne, desarrollado por el Sistema de Información de la Universidad.

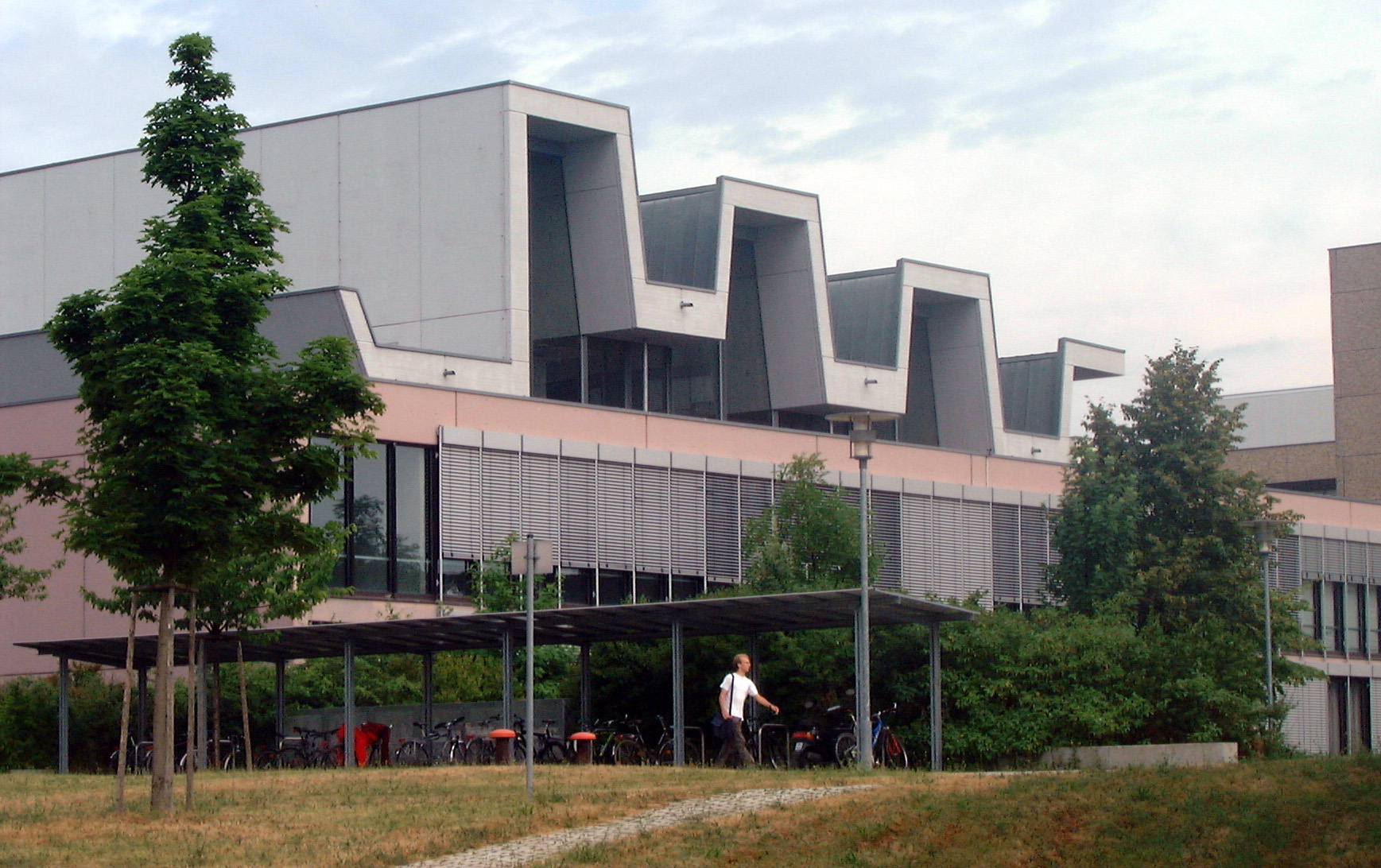
Aula de Ciencias Naturales
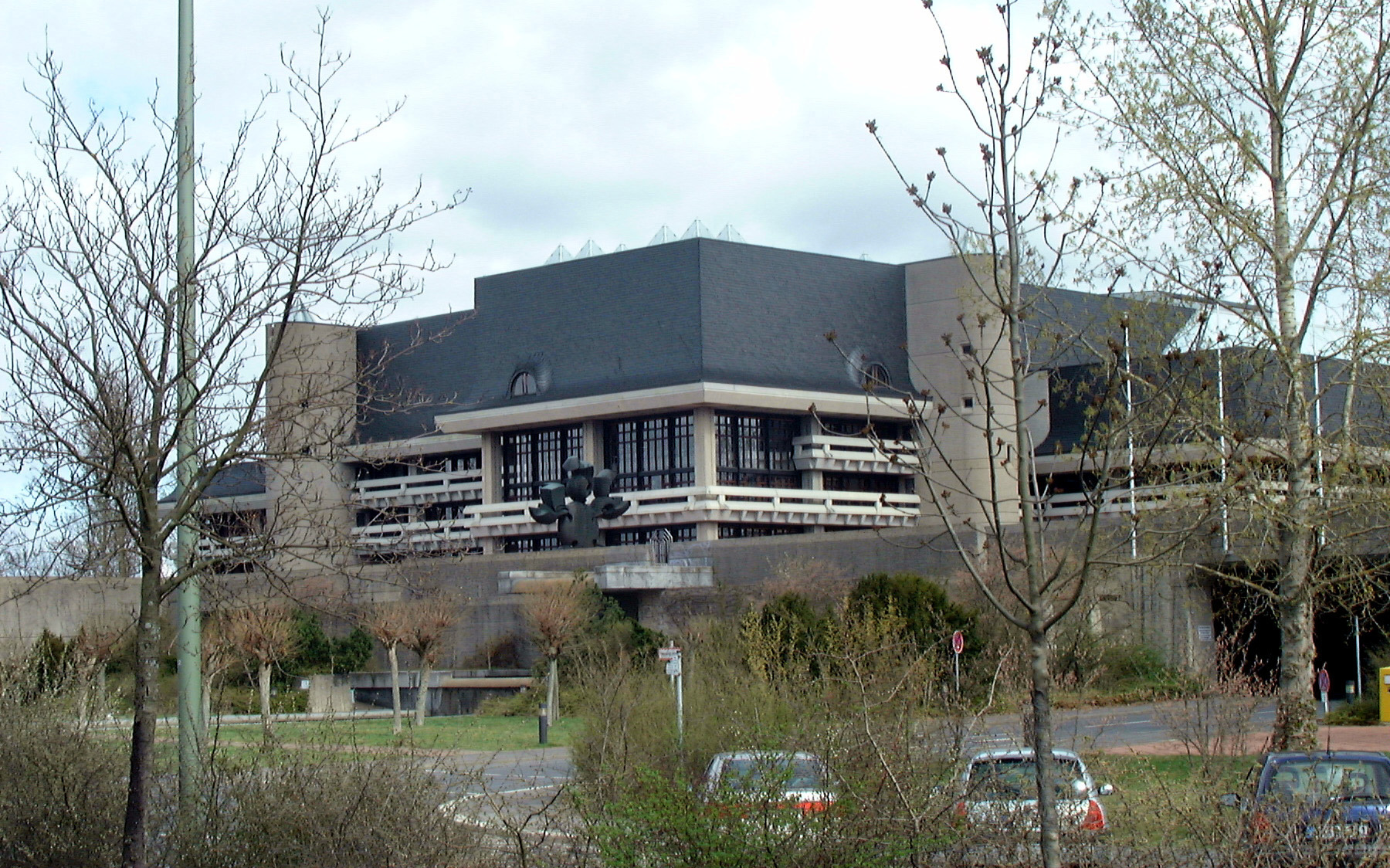
Biblioteca Central
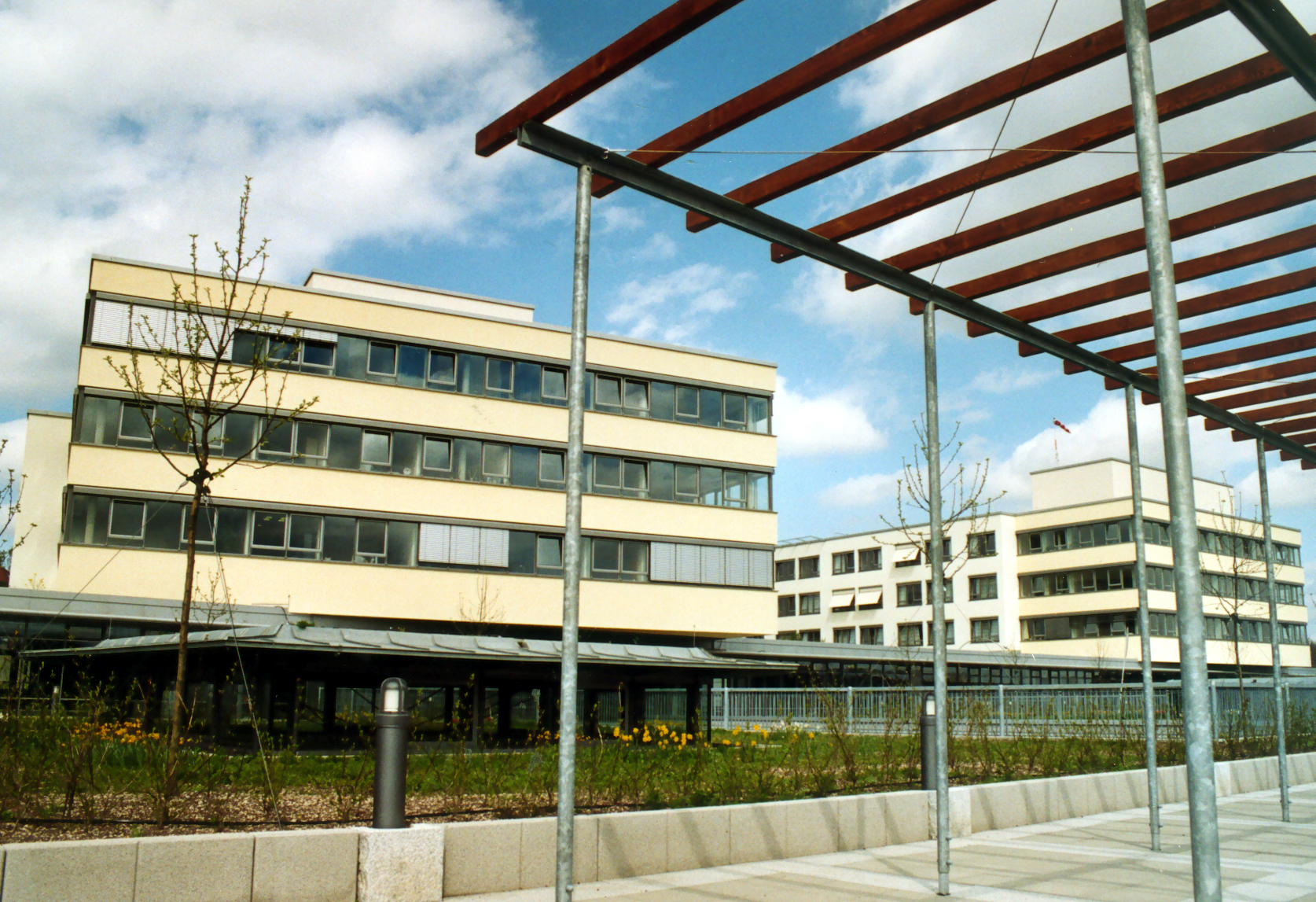
Centro de Medicina Operativa
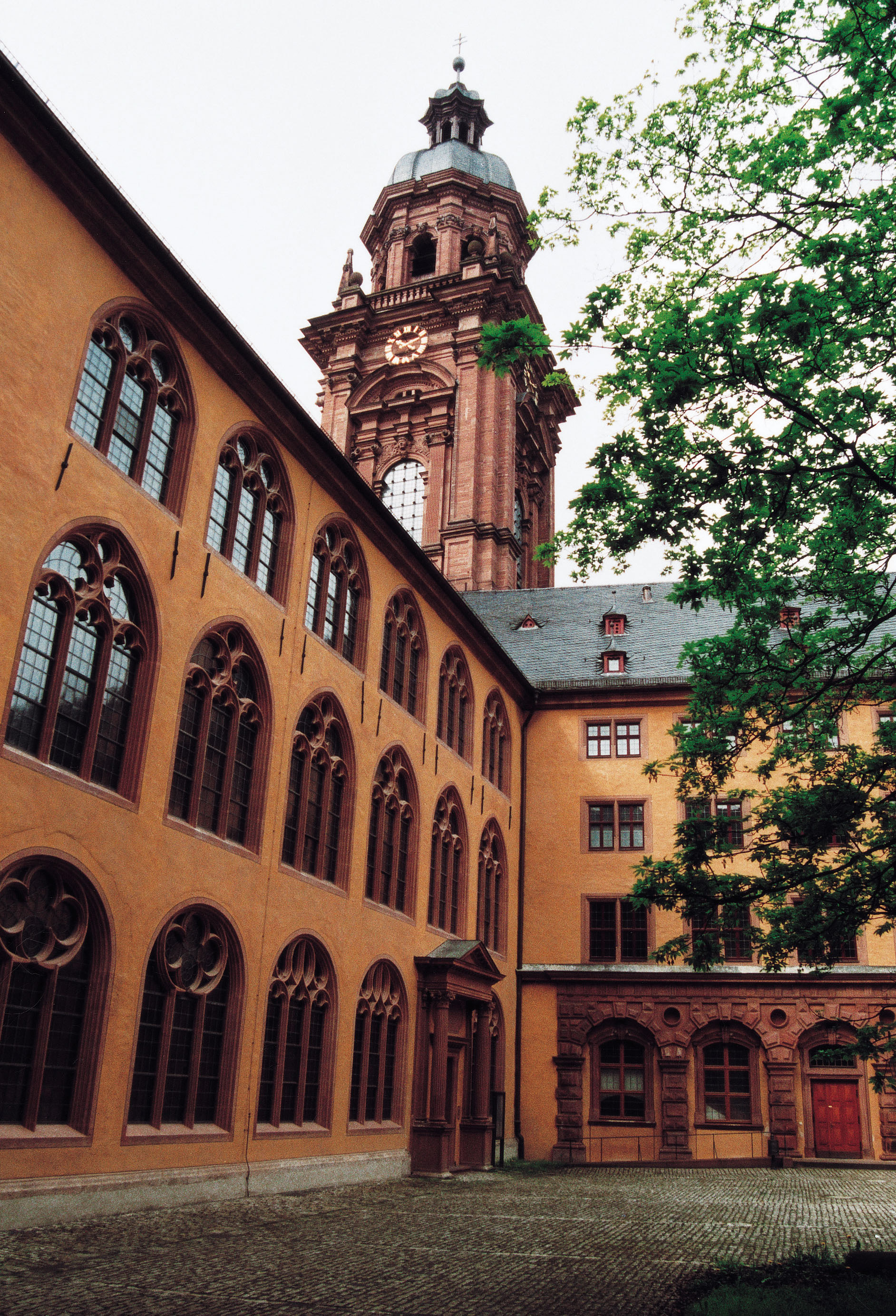
Edificio Antiguo
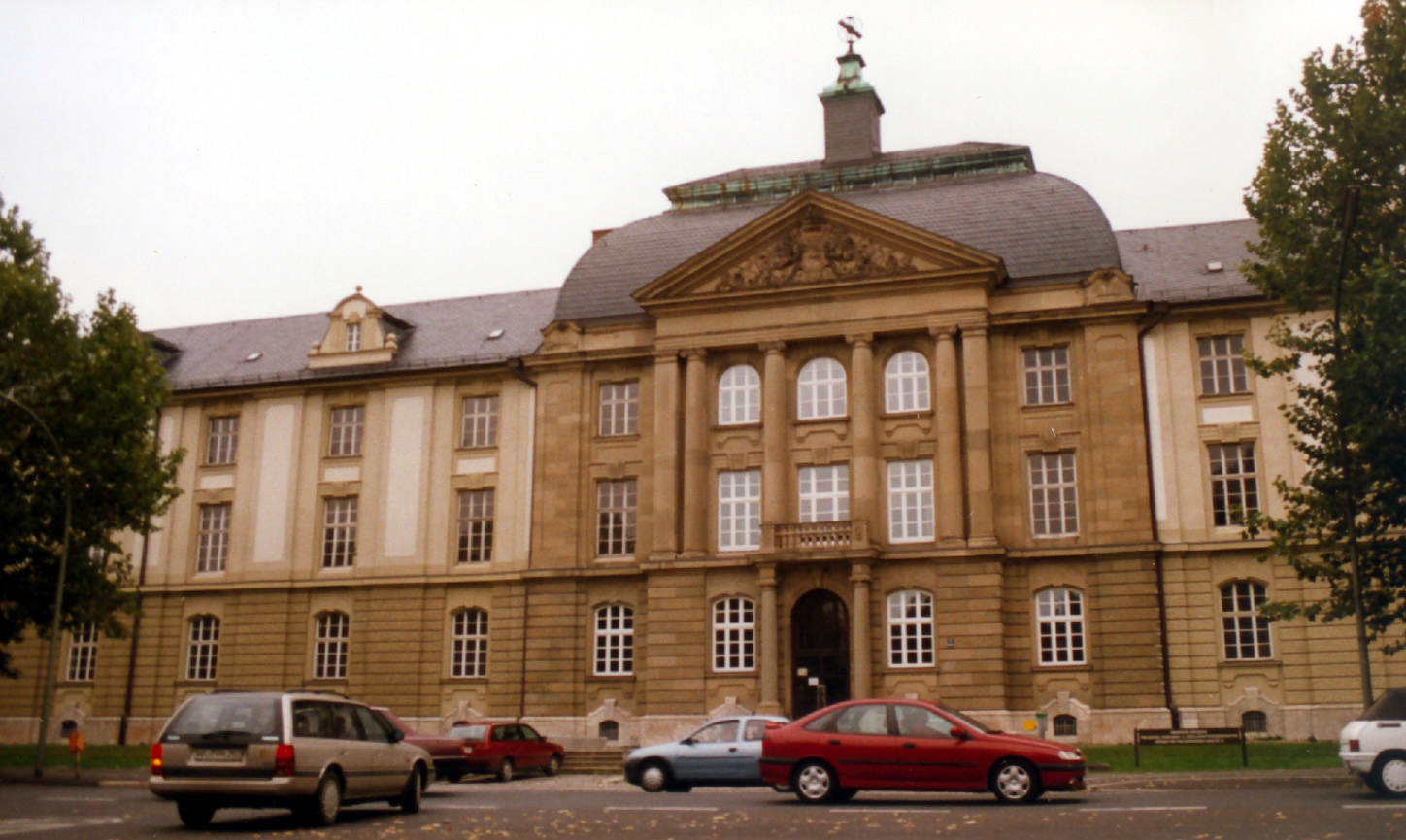
Edificio Wittelsbacherplatz
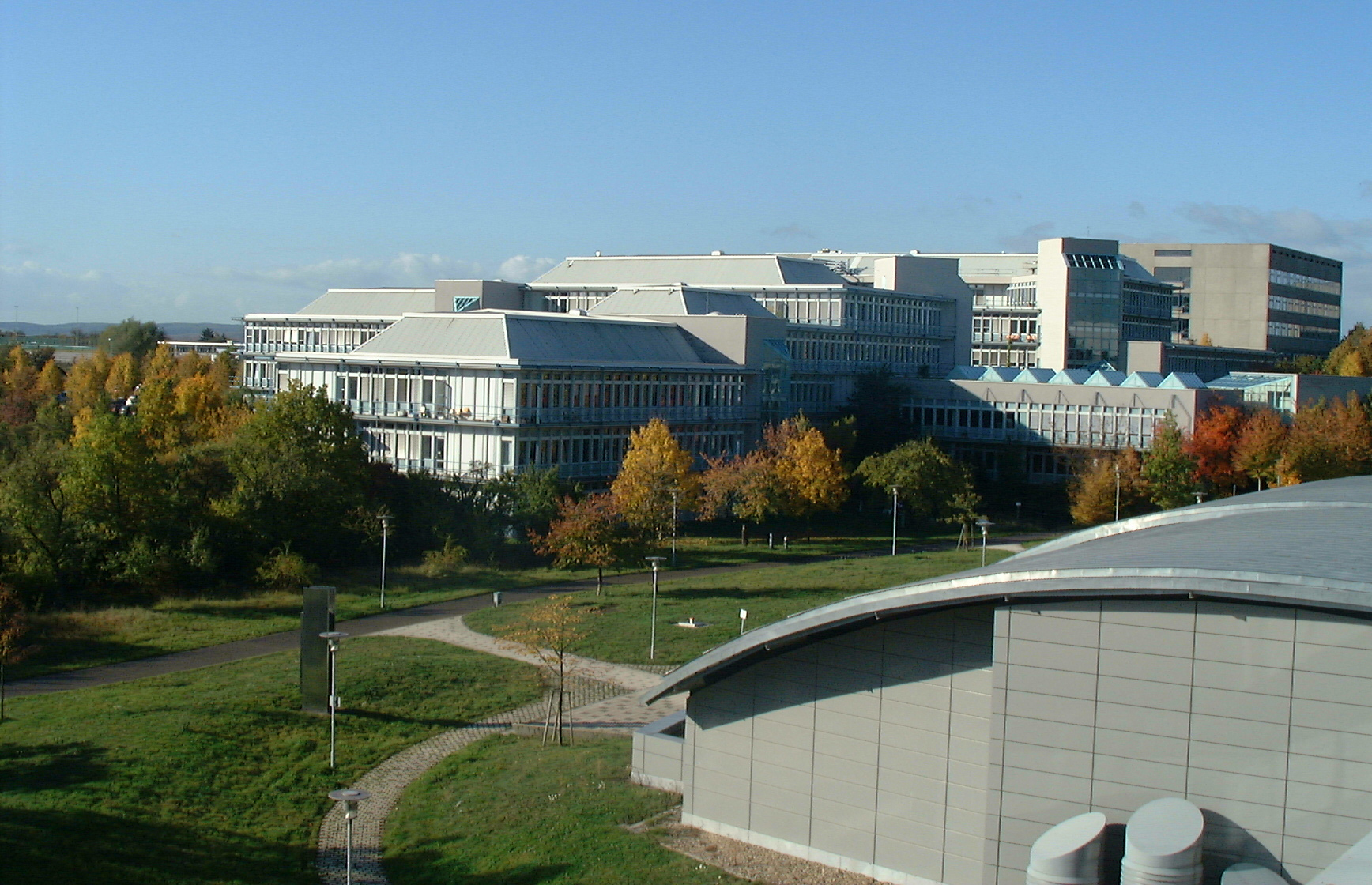
Biocenter
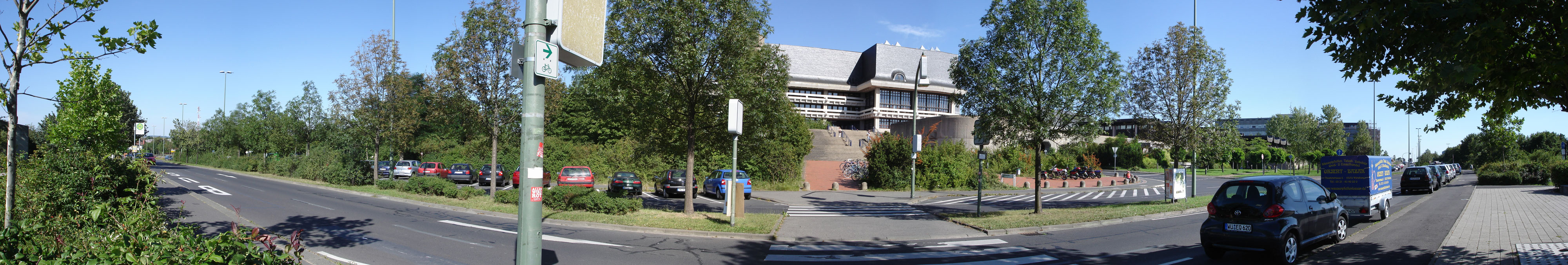
Edificio de la Biblioteca Central, Am Hubland